# Szyliszki II
Szyliszki II (lit. Šeškuškė II) – wieś na Litwie, w okręgu wileńskim, w rejonie święciańskim, w gminie Nowe Święciany.
Dawniej używana nazwa – Szyliszki Górne.

## Historia
W czasach zaborów wieś w powiecie święciańskim, w guberni wileńskiej Imperium Rosyjskiego.
W dwudziestoleciu międzywojennym wieś leżała w Polsce, w województwie wileńskim, w powiecie święciańskim, w gminie Kołtyniany.
W 1931 w 5 domach zamieszkiwały 23 osoby.
Od 1945 roku w Litewskiej Socjalistycznej Republice Radzieckiej.
Od 1990 na niepodległej Litwie.
W 2015 roku Szyliszki Dolne zostały połączone z Szyliszkami Górnymi w jedną miejscowość.